# NGC 3443
NGC 3443 é uma galáxia espiral (Scd) localizada na direcção da constelação de Leo. Possui uma declinação de +17° 34' 26" e uma ascensão recta de 10 horas, 53 minutos e 00,1 segundos.
A galáxia NGC 3443 foi descoberta em 24 de Abril de 1887 por Lewis A. Swift.